# ゆめおぼろ
「ゆめおぼろ」は、犬飼真琴（喜多村英梨）With.守東桃香（伊瀬茉莉也）＆川壁桃花（早見沙織）のシングル。2007年6月20日にavex entertainmentから発売された。

## 概要
テレビアニメ『桃華月憚』のオープニングテーマを収録しており、表題曲の歌は同作品のヒロイン役である喜多村英梨・伊瀬茉莉也・早見沙織の3人。メインボーカルは犬飼真琴（喜多村英梨）が務め、他の2人はコーラスを担当。カップリングには、鬼梗のキャラクター・イメージソングも収録。
初回生産限定盤は、ピクチャーレーベル仕様。本作特別描き下ろしジャケットとイラスト原画はCARNELIAN。

キャッチコピーは、
| 「 | かさなる時は ゆめおぼろ… 幻想奇譚 恋絵巻を艶やかに彩る珠玉のオープニングテーマ | 」 |

## 収録曲
（全作詞：望月智充、全作曲・編曲：多田彰文）
1. ゆめおぼろ [3:23]
歌：犬飼真琴（喜多村英梨）With.守東桃香（伊瀬茉莉也）&川壁桃花（早見沙織）
  - BS朝日テレビアニメ『桃華月憚』オープニングテーマ
2. 断章 [0:53]
3. 小さき死のように [4:42]
歌：鬼梗（山県さとみ）
  - BS朝日テレビアニメ『桃華月憚』キャラクター・イメージソング
4. ゆめおぼろ（オリジナル・カラオケ）
5. 小さき死のように（オリジナル・カラオケ）